# NGC 4464
NGC 4464 é uma galáxia espiral (Sab) localizada na direcção da constelação de Virgo. Possui uma declinação de +08° 09' 25" e uma ascensão recta de 12 horas, 29 minutos e 21,2 segundos.
A galáxia NGC 4464 foi descoberta em 28 de Dezembro de 1785 por William Herschel.